# Russula flavispora
Russula flavispora är en svampart som beskrevs av Romagn. 1967. Russula flavispora ingår i släktet kremlor och familjen kremlor och riskor.   Inga underarter finns listade i Catalogue of Life.

## Bildgalleri